# Johannes Bockenheim

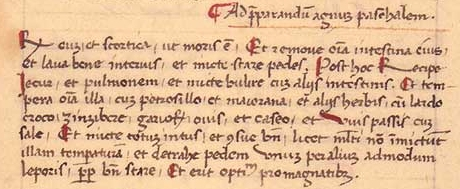
B.N.F., fonds latin 7054 (15. Jh.), Nr. 28:
Ad praeparandum agnum paschalem / Zur Zubereitung des Osterlamms

Johannes Bockenheim (auch Bockenheym, de Buckenheim; eigentlich Johannes Herbordi) war ein Kleriker aus Bockenheim in der Pfalz, der als Koch am Hof von Papst Martin V. diente, verschiedene Kirchenämter unter anderem in den Diözesen von Worms und Mainz bekleidete und ein Rezeptbuch Registrum coquine (um 1430 oder zwischen 1431 und 1435) verfasste.
Bockenheim gehörte zu den nicht wenigen Deutschen, die Martin V. in den Tagen nach seiner Wahl und Krönung auf dem Konzil von Konstanz in seine Dienste nahm. Am 1. Dezember 1417 wurde er nach Ausweis der päpstlichen Register als cocus coquine communis palacii apostolici vereidigt und scheint somit in der allgemeinen Küche für den Hofstaat und die Gäste, nicht in der persönlichen Küche für den Papst selbst zuständig gewesen zu sein, auch wenn er sich selbst als Koch des Papstes (cocus domini Martini pape Quinti) bezeichnete. Er bewarb sich in den folgenden Jahren, oft erfolgreich, um zahlreiche deutsche Pfründen und kirchliche Ämter. Es ist anhand der erhaltenen Quellen nicht ganz sicher zu entscheiden, ob er Martin überhaupt nach Rom begleitete oder aber in Deutschland zurückblieb.
Das Registrum coquine ist in zwei Handschriften erhalten, von denen sich eine in der Französischen Nationalbibliothek (B.N.F., fonds latin 7054) und die zweite in Privatbesitz (ehemals Fondation BING, Bibliothèque Internationale de Gastronomie, Sorengo, MS. 6). Das Buch wurde in lateinischer Sprache offenbar für den persönlichen Gebrauch verfasst. Es enthält 74 Rezepte, die jeweils kurz die Zubereitung des Gerichts beschreiben, mit Angabe der Zutaten, aber ohne Mengen- und Zeitangaben, und außerdem angeben, für welche soziale Gruppe oder Nation das Gericht besonders geeignet ist, wobei unter den Nationen besonders die Gäste aus deutschen Ländern einen sehr großen Anteil bilden.
Beispiel (Rezept Nr. 5):
Sic prepara carnes bovinas. Recipe et lava bene ut prius; et fac illas bene bulire. Et mitte superius anetum viridum, aut cepas, cum sale, et zapharano, cum modico aceto. Et erit bonum pro Almanis.
So bereite Rindfleisch zu: Nimm es und wasch es gründlich wie vorher beschrieben; und laß es gut durchkochen. Füge frischen Dill hinzu, oder Zwiebeln, mit Salz und Safran und ein wenig Essig. Und es wird gut sein für die Deutschen.

## Ausgaben
- Bruno Laurioux: Le Registre de cuisine de Jean de Bockenheim, cuisinier du pape Martin V. In: Mélanges de l'Ecole Française de Rome, Moyen Âge Temps modernes, 100,2 (1988), S. 709–760.
- Giovanna Bonardi: Giovanni Bockenheym, La cucina di Papa Martino V. Mondadori, Mailand 1995 (= Passepartout, 32).